# Stiftung Planetarium Berlin
Die Stiftung Planetarium Berlin, gegründet im Jahr 2016, vereint die Volkssternwarten Berlins, Archenhold-Sternwarte und Wilhelm-Foerster-Sternwarte, mit den beiden Berliner Planetarien, Planetarium am Insulaner und Zeiss-Großplanetarium. Jährlich besuchen über 400.000 Gäste die Einrichtungen der Stiftung, welche neben der Astronomie auch angrenzende Wissenschaften abdecken. Die Projektionsplanetarien der Stiftung bieten naturgetreue Abbildungen des nächtlichen Firmaments. In den Sternwarten können Besucher den natürlichen Sternenhimmel sowie astronomische Objekte beobachten und einen tiefen Blick in das Universum werfen. Neben der Astronomie wird das Themenspektrum auf angrenzende Wissenschaften erweitert.

## Planetarium und Sternwarte
Während das klassische Projektionsplanetarium auf die Darstellung der Phänomene vom Sonnensystem aus gesehen beschränkt war, erlaubt die heutige, digitale Videoprojektion (Fulldome) die freie Wahl von Ort und Zeit. In Sternwarten hingegen werden u. a. der natürliche Sternenhimmel sowie astronomische Objekte beobachtet und den Besuchern nähergebracht.

## Aufgaben und Organisation
Die Stiftung Planetarium Berlin hat einen Bildungsauftrag, der die Vermittlung von naturwissenschaftlichen Erkenntnissen beinhaltet. Der Stiftungsrat und der Vorstand sind die Organe der Stiftung. Der Vorstand führt die Geschäfte und der Stiftungsrat überwacht die Tätigkeit des Vorstands und trifft Entscheidungen zu grundsätzlichen und besonderen Fragen. Die Mitglieder des Stiftungsrats sind ehrenamtlich tätig und haben unterschiedliche fachliche Hintergründe. Der Vorstand wird von Tim Florian Horn geführt, während Katharina Günther-Wünsch den Stiftungsrat leitet und für das Schulwesen zuständig ist.

## Entstehungsgeschichte
Die Stiftung Planetarium Berlin wurde als rechtsfähige Stiftung des öffentlichen Rechts gegründet, um die Archenhold-Sternwarte, die Wilhelm-Foerster-Sternwarte mit Planetarium am Insulaner und das Zeiss-Großplanetarium unter einem Dach zu vereinen. Das Ziel war es, Berlin zu einem Standort für astronomische Populärwissenschaft in Deutschland zu machen. Das Land Berlin verfügte über zwei öffentlich geförderte Planetarien und Sternwarten, die jedoch aufgrund ihrer unterschiedlichen Organisation die Bündelung der vorhandenen personellen, finanziellen und technischen Ressourcen behinderten. Durch die Zusammenführung dieser Einrichtungen in einer Stiftung sollten Vergangenheit, Gegenwart und Zukunft der Astronomie gebündelt werden. Das Zeiss-Großplanetarium wurde 2016 nach einem zweijährigen Umbau als modernes Wissenschaftstheater Europas wiedereröffnet. Gemeinsam entwickelte Angebote und Bildungsprogramme sollten die didaktischen Stärken der Sternwarten mit den Darstellungsmöglichkeiten der Planetarien verbinden, um den Stand des Wissens über den Platz des Menschen im Kosmos anschaulich zu machen.

## Einrichtungen

### Zeiss-Großplanetarium
Im Jahr 2022 lag die Besucherzahl bei 288.054 Gästen, die höchste Besucherzahl seit Eröffnung 1987 und 29.771 mehr als im bisherigen Rekordjahr 2019. Teil des Gebäudes ist außerdem ein Programmkino.

### Archenhold-Sternwarte
Die Archenhold-Sternwarte ist die größte und älteste Volkssternwarte Deutschlands. Die Einrichtung erhielt 1946 ihren Namen nach Friedrich Simon Archenhold, ihrem Gründer und ersten Direktor. Sie gilt als größte Volkssternwarte Deutschlands und als eine der ältesten. Unter der Leitung von Tim Florian Horn bildet die Archenhold-Sternwarte gemeinsam mit dem Planetarium am Insulaner, der Wilhelm-Foerster-Sternwarte sowie dem Zeiss-Großplanetarium seit 1. Juli 2016 die Stiftung Planetarium Berlin.

### Planetarium am Insulaner und Wilhelm-Foerster-Sternwarte
Das Planetarium am Insulaner im Berliner Ortsteil Schöneberg ist ein Großplanetarium mit 291 Sitzplätzen. Es liegt am Munsterdamm 90 – am Fuße des Insulaners, auf dessen Gipfel sich etwa 100 Meter östlich die Wilhelm-Foerster-Sternwarte befindet. Seit 1. Juli 2016 gehören sie zusammen mit der Archenhold-Sternwarte und dem Zeiss-Großplanetarium zur neugegründeten Stiftung Planetarium Berlin. Der ehemalige Trägerverein engagiert sich als Förderverein und in eigenen Projekten.

## Veranstaltungen und Inhalte
Statt ausschließlich astronomische Programme zu zeigen, wandeln sich das Zeiss-Großplanetarium und das Planetarium am Insulaner vom Sternen- zum Wissenschaftstheater. Besonders durch die neue 360°-Fulldome-Technik können wissenschaftliche Themen eindrücklich und unterhaltsam vermittelt werden. Musik und Kultur stehen ebenfalls auf dem Programm.

### Veranstaltungen
Im Vordergrund stehen astronomische Veranstaltungen, welche sowohl Grundkenntnisse der Astronomie vermitteln, als auch spezifizierte Themen für Fachpublikum. Viele der Veranstaltungen werden von Fachkräften der Stiftung live moderiert. Viele der Veranstaltungen werden von Fachkräften der Stiftung live moderiert. Auf den Sternwarten kann man bei klarem Wetter durch die großen Fernrohre schauen und zahlreiche Himmelsobjekte beobachten.

### Ausstellungen
In der Archenhold-Sternwarte befindet sich ein Museum, das die Entwicklung der Sternwarten von ihren Ursprüngen bis zur modernen Weltraumastronomie in einer Dauerausstellung zeigt. In den Vitrinen sind zahlreiche historische Geräte wie Sonnenuhren, nautische Instrumente, Teleskope, Photometer und Spektroskope zu sehen. Einen besonderen Bereich nehmen authentische 1:1-Replikate von Mess- und Beobachtungsgeräten aus der Renaissance ein, die bei Sonderveranstaltungen auch unter freiem Himmel genutzt und vorgeführt werden. Ein Großmodell der Sternwarte Jantar-Mantar im indischen Jaipur steht exemplarisch für die Epoche der Himmelsbeobachtung ohne Teleskop. Das Museum beinhaltet auch ein voll bewegliches Modell des Treptower Riesenfernrohrs, das den nur durch den Horizont begrenzten Bewegungsradius des Instruments zeigt. Zusätzlich verdeutlicht das Modell des 100-Meter-Radioteleskops die Dimensionen, in denen die heutige Großforschung arbeiten muss, um immer feinere Details des Universums zu verstehen. Der Eintritt ins Museum ist kostenfrei.

### Radiosendungen, Livestreams
Tim Florian Horn, Vorstand der Stiftung Planetarium Berlin, führt in der Radiosendung „Cosmoroma“ auf 100,6 FluxFM alternierend mit Katia Berg und Sascha Schlegel jeden letzten Montag des Monats von 19 bis 21 Uhr durch den Kosmos. Die Sendung wurde 2023 für den Deutschen Radiopreis in der Kategorie Information nominiert.
Die Stiftung Planetarium Berlin bietet aufgrund der begrenzten Sitzplätze (307) bei einigen Live-Veranstaltungen wie an der Fête de la Musique Livestreams an. Während der Corona-Zeit wurden regelmäßig Livestreams zu unterschiedlichen kosmischen Themen wie „Dunkle Materie“, „Entfernungen im Weltall“ oder „Raumsonden“ ausgestrahlt.

### Lange Nacht der Astronomie
Die Lange Nacht der Astronomie knüpft an die Tradition der Straßenastronomie an, die nach dem Zweiten Weltkrieg in Berlin populär wurde. Damals fanden sich auf vielen öffentlichen Plätzen Berlins Straßenastronomen mit selbstgebauten oder geretteten Fernrohren, die den Berlinern den damals noch sehr wenig lichtverschmutzten Himmel näherbrachten. 2014 wurde die Lange Nacht wieder ins Leben gerufen. auf dem Tempelhofer Feld. Experten und Teleskope stehen den Besuchern zur Verfügung, beantworten Fragen und zeigen, wie sich der Weltraum beobachten lässt.

## Bildungsangebote
Zweck der Stiftung ist die Förderung der Schulbildung und der Erwachsenenbildung auf dem Gebiet der Astronomie. Im Interesse der schulischen Bildung und der Erwachsenenbildung werden Vergangenheit, Gegenwart und Zukunft der Astronomie gebündelt dargestellt und erfahrbar.

### Kita- und Schulprogramme
Mit fächerübergreifenden, an den Rahmenlehrplan angepassten Unterrichtsinhalten ermöglichen die Einrichtungen, Kindern und Jugendlichen nicht nur die Astronomie verstehen zu lernen, sondern angrenzende Wissenschaftsbereiche zugänglich zu machen. Darüber hinaus stellt die Stiftung Informations- und Arbeitsmaterialien zur Verfügung.

### Kinderpodcast
Der Kinderpodcast Abgespaced – Der Weltraum von A bis Z ist eine stiftungseigene Produktion. Er erklärt zusammen mit Kinderreportern das Weltall anhand der unterschiedlichen Buchstaben des Alphabets. Der Podcast wurde mit dem Pädagogischen Medienpreis 2022 ausgezeichnet und war vom Grimme-Institut für den Grimme Online Award 2022 in der Kategorie „Wissen und Bildung“ sowie für den Publikumspreis nominiert.

### Mobiles Wissenschaftstheater

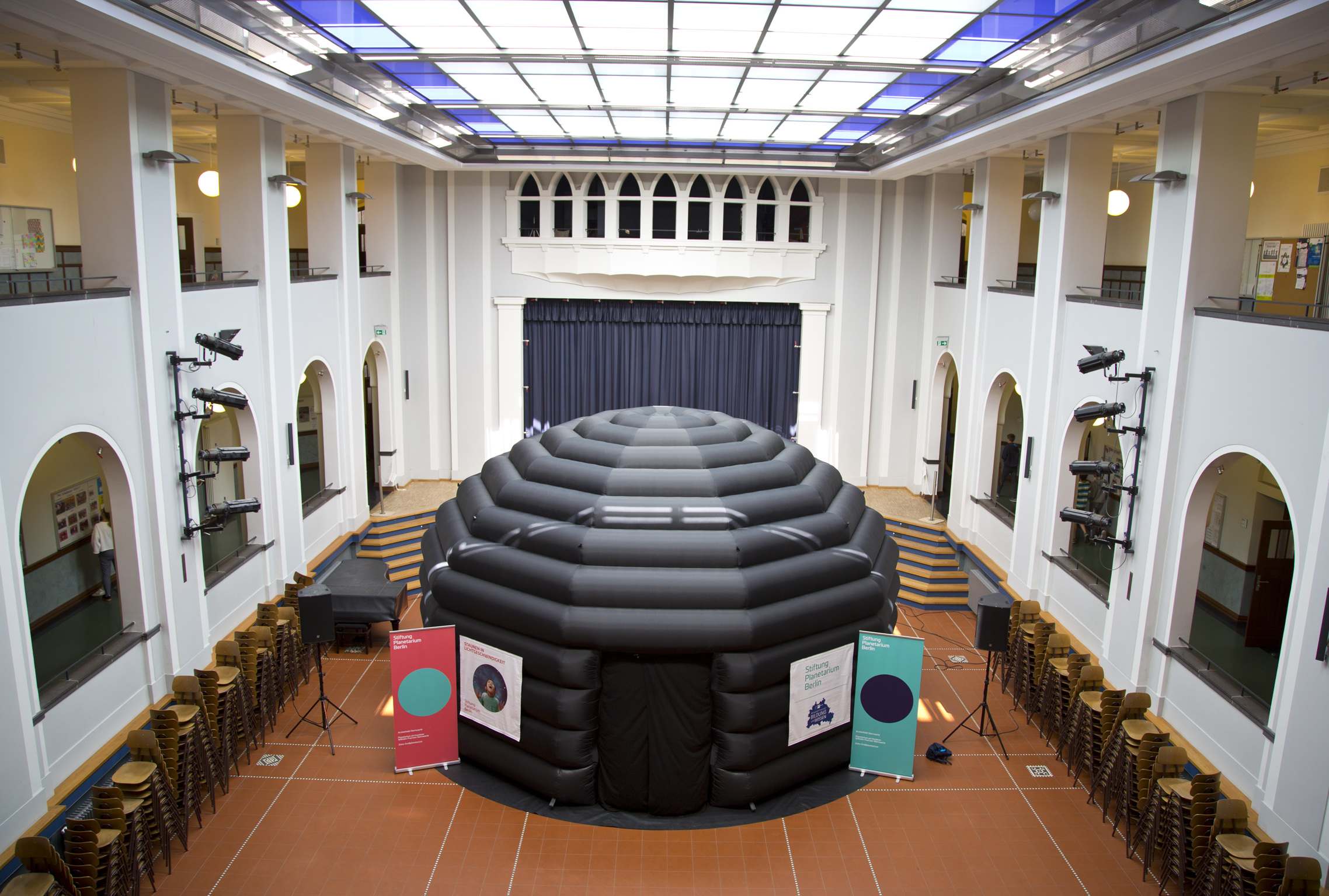
INTENSE-Kuppel aufgebaut in einer Schulaula

INTENSE ist die mobile Planetariumskuppel der Stiftung Planetarium Berlin, die durch die Kindertagesstätten sowie Grund- und Oberschulen der Hauptstadt reist. Ziel von INTENSE ist es, das Interesse der Schüler an den MINT-Fächern zu wecken und zu fördern. Die transportable Kuppel hat einen Außendurchmesser von neun Metern und wird vom INTENSE-Team in der Schule aufgebaut. Eine ganze Schulklasse findet unter dem Rund der Kuppel Platz. Ein hochauflösender Projektor mit einer speziellen Optik stellt die Inhalte im gekrümmten Raum verzerrungsfrei dar. Moderatoren des INTENSE-Teams geben durch den interaktiven Dialog mit den Schülern Einblicke in aktuelle Erkenntnisse von Mensch, Natur und Technik.

### Sternkarten
Die Stiftung Planetarium Berlin stellt in ihren Einrichtungen aktuelle und kostenlose Sternkarten für den Luftraum über Berlin zur Verfügung. Diese zeigen Himmelsereignisse, Sternbilder und Planeten zur individuellen Himmelsbeobachtung. Die wichtigsten astronomischen Ereignisse des Monats werden hier zusammengefasst.